# Kamov Ka-26
Kamov Ka-26 (tên mã NATO Hoodlum) là một loại trực thăng thông dụng hạng nhẹ của Liên Xô.

## Biến thể

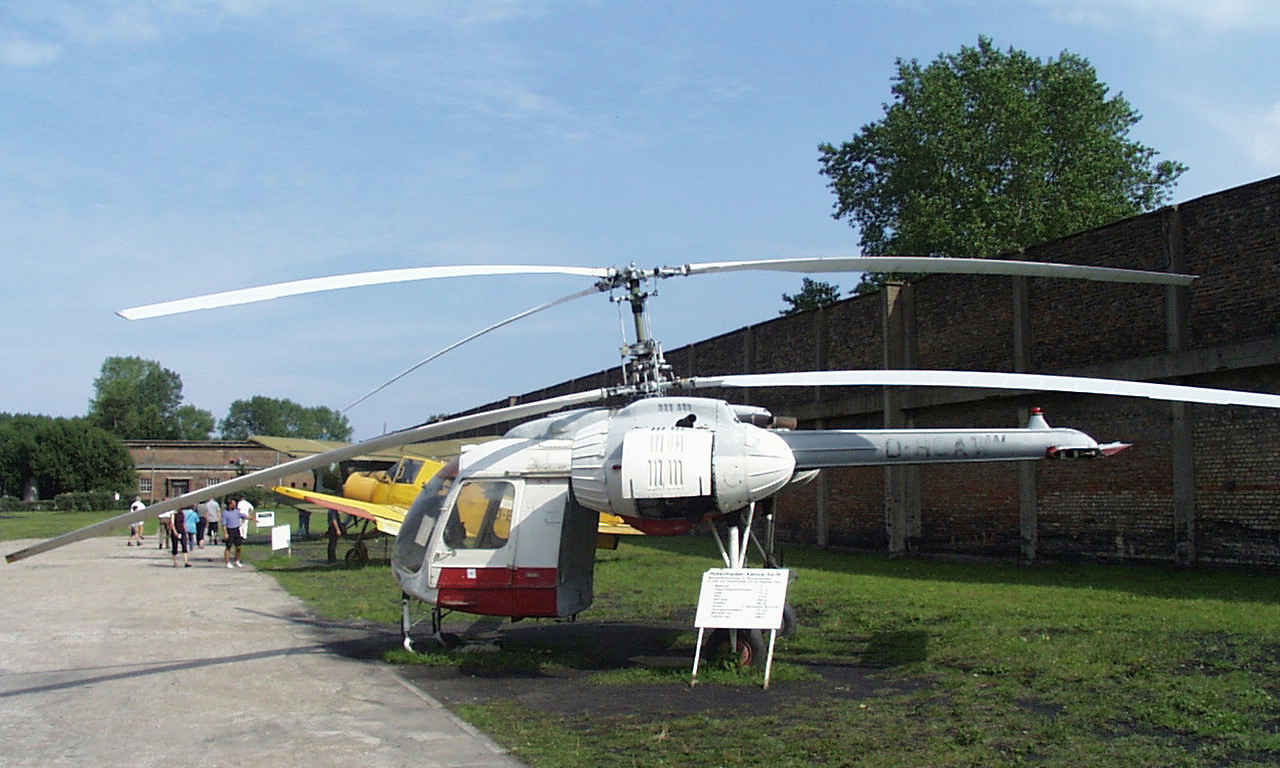
Kamov Ka-26SS

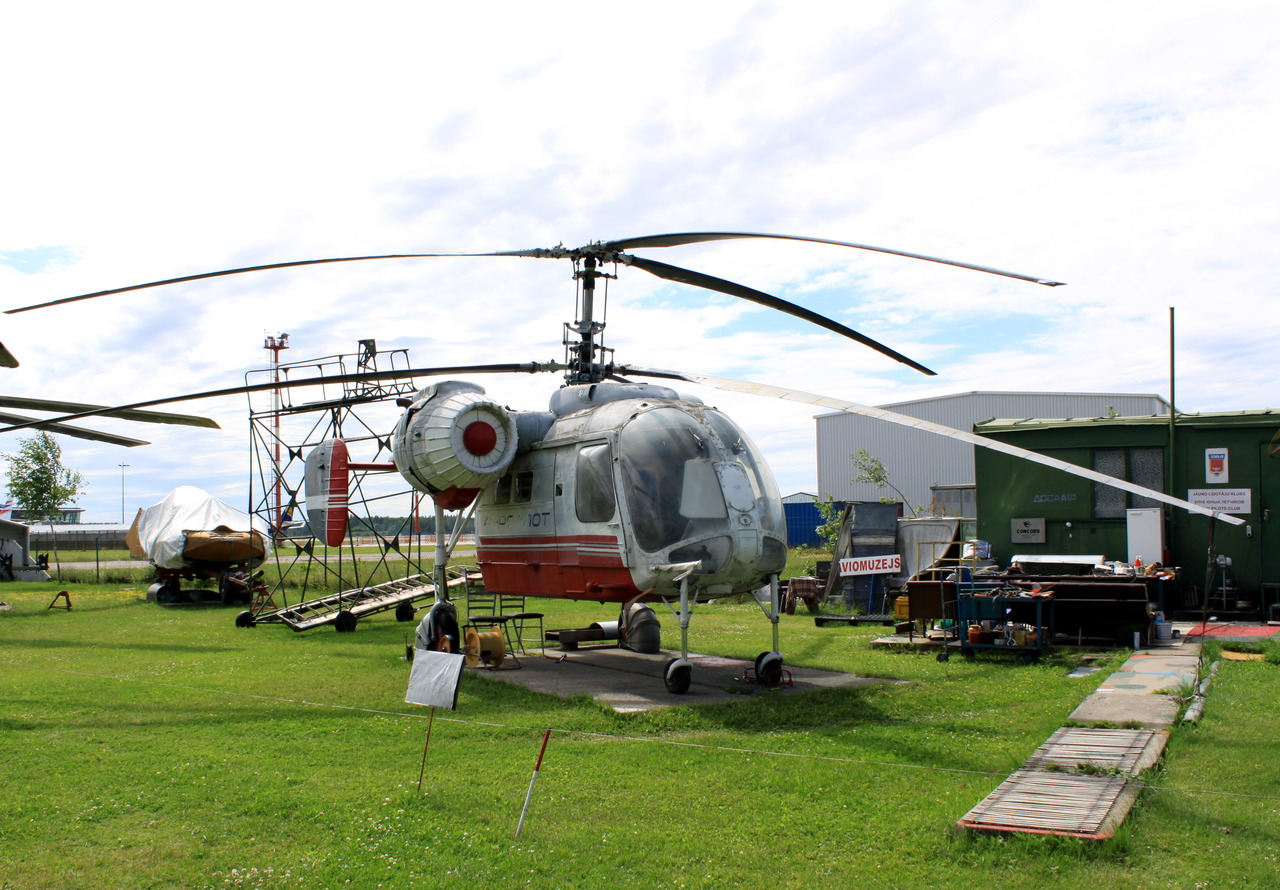
Ka-26 tại bảo tàng hàng không Riga

Ka-26 Hoodlum-A
Ka-26SS
Ka-126 Hoodlum-B
V-60
Ka-128
Kamov Ka-226

## Quốc gia sử dụng
Nga
- Gazpromavia[1]

 România
- West Copter [2]

 Hungary

### Từng sử dụng
Bulgaria
- Không quân Bulgaria[3][4]

 Lithuania
- Biên phòng Quốc gia [5]

 Hungary
- Không quân Hungaria[6][7]

## Tính năng kỹ chiến thuật (Ka-26)
Dữ liệu lấy từ Jane's All The World's Aircraft 1982-83 
Đặc điểm tổng quát
- Kíp lái: 2
- Sức chứa: 6 hành khách
- Tải trọng: 900 kg (1.985 lb) (chemical hopper)

  - 1.100 kg (2.425 lb) (flying crane)
- Chiều dài: 7,75 m (25 ft 5 in)
- Đường kính rô-to: 2x 13 m (42 ft 8 in)
- Chiều cao: 4,05 m (13 ft 3½ in)
- Diện tích đĩa quay: 265,5 m² (2.856 ft²)
- Trọng lượng rỗng: 1.950 kg (4.300 lb)
- Trọng lượng cất cánh tối đa: 3.250 kg (7.170 lb)
- Động cơ: 2 × Vedeneyev M-14 V-26, 239 kW (320 hp)  mỗi chiếc

 Hiệu suất bay 
- Vận tốc cực đại: 170 km/h (91 knot, 105 mph)
- Tầm bay: 400 km (215 hải lý, 248 mi) (7 hành khách, 30 min dự trữ)
- Thời gian bay: 3 h 42 phút
- Trần bay: 3.000 m (9.840 ft)
- Tải trên đĩa quay: 12 kg/m² (2,5 lb/ft²)
- Công suất/trọng lượng: 150 W/kg (0,09 hp/lb)